# Ryparosa
Ryparosa es un género de plantas de plantas fanerógamas con 27 especies de arbustos perteneciente a la familia de las achariáceas

## Especies seleccionadas
- Ryparosa acuminata
- Ryparosa amplifolia
- Ryparosa baccaureoides
- Ryparosa borneensis
- Lista de especies